# JASDF羊羹
JASDF羊羹（ジャスダフようかん）は、航空自衛隊三沢基地（第3航空団基地業務群業務隊給養小隊）の開発協力によって井村屋が製品化した羊羹バー。2014年7月に開発が公表された。

## 概要
おにぎり約1個分に相当する194キロカロリー (kcal)のエネルギーと、脳の活動に必要なブドウ糖15グラム (g) が補給できる栄養補助食品。携帯しやすいポケットサイズで、1年間の保存が可能。カカオマス・ココアバターなど、原材料にはチョコレート用の材料が多く使われており、味はほぼチョコレート味だが、「チョコレートそのままだと暑さで簡単に溶けてしまう」課題を解消するため、井村屋の羊羹製造技術を応用したという。同社の「えいようかん」との違いは、ブドウ糖・カルシウムを配合している点と、カロリーを通常の羊羹よりも高めに設定している点。パッケージはデジタル迷彩柄で、迷彩柄の異なる複数の種類があるほか、箱の内側には自衛隊法第52条（服務の本旨）の条文が記載されている。
当面は三沢基地の隊内使用に限定され、井村屋は「一般への市販予定はない」としている。基地の航空祭などのイベント限定で一般販売する可能性は、一企業の判断で左右できる問題ではないため「井村屋からはご返答できません」としている。